# النزل (الدقهلية)
قرية النزل هي إحدى القرى التابعة لمركز منية النصر في محافظة الدقهلية في جمهورية مصر العربية. حسب إحصاءات سنة 2006، بلغ إجمالي السكان في النزل 16974 نسمة، منهم 8649 رجل و8325 امرأة.

## التاريخ
قرية النزل من القرى القديمة، حيث وردت باسم «ظهر ابن محمد» في أعمال الدقهلية والمرتاحية ضمن قرى الروك الناصري التي أحصاها ابن الجيعان في كتاب «التحفة السنية بأسماء البلاد المصرية». وفي العصر العثماني وردت باسم «طراز بني محمد» في التربيع العثماني الذي أجراه الوالي العثماني سليمان باشا الخادم في عصر السلطان العثماني سليمان القانوني ضمن قرى ولاية الدقهلية، وفي تاريخ 1228هـ/1813م الذي عدّ قرى مصر بعد المسح الذي قام به محمد علي باشا باسم «زهر بني محمد» وهي «المنازلة» ضمن قرى مديرية الدقهلية. وفي سنة 1259هـ/1843م، تغير الاسم إلى «النزل».